# Ratifica
La ratifica è una delle fasi che portano alla formalizzazione di un trattato internazionale fra Stati; nel diritto internazionale, è un istituto giuridico mediante il quale uno Stato fa propri gli effetti di un accordo, di una convenzione o di un trattato concluso dal proprio rappresentante.

## Diritto internazionale
La ratifica è una delle quattro fasi che compongono il procedimento in forma solenne, per lo più utilizzato per stipulare i trattati internazionali. Tale procedimento comincia con la fase dei negoziati, cui seguono la firma o parafatura, che non vincolano ancora lo Stato ma si limitano a garantire l'autenticità del testo firmato e approvato dai plenipotenziari; vi è poi la ratifica, che avviene con diversi procedimenti interni.
L'ulteriore attività dello Stato rappresentato, per perfezionare la stipula, può chiamarsi ratifica, accettazione, approvazione, notificazione o accessione, ed è compiuta usualmente da un soggetto diverso (organo costituzionale o di diritto interno) dal plenipotenziario: il coinvolgimento del Parlamento è una costante, anche se nel Regno Unito la "madre di tutti i Parlamenti" fino al 2010 disponeva di un potere cognitivo meramente eventuale e, a tutt'oggi, esso è piuttosto ridotto rispetto all'autorizzazione parlamentare alla ratifica presente nelle principali democrazie moderne.
Esperiti i diversi procedimenti interni avviene lo scambio delle ratifiche, che consente agli Stati contraenti di conoscere gli esiti del processo di adesione al trattato delle controparti. Inoltre, affinché l'applicazione dei trattati possa essere invocata dinanzi agli organi delle Nazioni Unite, è necessaria la registrazione presso il Segretariato delle Nazioni Unite.
Oltre a tale procedimento, nel diritto internazionale classico si ha anche un procedimento in forma semplificata che si limita ad attribuire alla firma dei plenipotenziari piena volontà vincolante dello Stato. Gli accordi in forma semplificata vedono lo stesso negoziatore impegnare lo Stato con la sola firma ovvero con lo “scambio di strumenti” (note o lettere); anche in tali casi, comunque, la successiva notifica successiva tra i ministeri degli esteri degli Stati firmatari svolge le funzioni di pubblicità proprie dello scambio delle ratifiche, oltre a sanare spesso l'assenza di credenziali specifiche del plenipotenziario.

## Diritto italiano
Nell'ordinamento giuridico italiano la ratifica avviene tramite un atto presidenziale che, in alcuni casi, deve essere autorizzato con legge del parlamento. 
L'adempimento di prescrizioni costituzionali interne comporta, ai sensi dell'articolo 80 della Costituzione italiana, che la ratifica del Capo dello Stato sia preceduta dall'autorizzazione - data dal Parlamento per legge - per trattati internazionali “che sono di natura politica, o prevedono arbitrati o regolamenti giudiziari, o importano variazioni del territorio od oneri alle finanze o modificazioni di leggi”.
Non bisogna dimenticare, però, che ogni atto presidenziale, ex art. 89 della Costituzione italiana, richiede, ai fini della sua validità formale, la controfirma ministeriale. Da ciò si deduce chiaramente che la competenza a ratificare non è sostanzialmente del Presidente della Repubblica, ma è invece del potere esecutivo che, su impulso del Ministro competente, propone al Presidente la ratifica dei vari trattati.
Un eventuale rinvio sine die da parte del Governo, volto a ritardare la ratifica di un trattato, qualora non sia suffragato da un'eguale volontà del Parlamento che abbia già autorizzato la ratifica, potrebbe comportare un conflitto tra poteri: una modalità di sua soluzione potrebbe essere l'utilizzo delle tipiche sanzioni derivanti dal controllo parlamentare sull'esecutivo, ad esempio, presentando una mozione di sfiducia.

## Unione europea
La ratifica da parte di ogni Stato membro è necessaria per l'entrata in vigore di un trattato, stipulato dall'Unione con Stati terzi a nome di tutti gli Stati membri. 
Diverso è il caso in cui gli stessi organi di un'organizzazione internazionale fungono da conferenza diplomatica e stipulano accordi internazionali tra gli Stati parte: nel caso della Comunità economica europea avvenne per l'atto relativo all'elezione dei rappresentanti al Parlamento europeo a suffragio universale diretto, allegato alla decisione 76/787/CECA, CEE, Euratom del Consiglio del 20 settembre 1976.

## Altre tipologie giuridiche
L'istituto della ratifica è conosciuto anche da altre branche del diritto. 

In diritto amministrativo, la ratifica si ha quando l'organo competente fa proprio un atto emesso da un organo incompetente.

La ratifica civilistica deriva invece dalla rappresentanza senza poteri, la quale si distingue in difetto di rappresentanza e in eccesso di potere: è proprio qui che interviene la ratifica, regolata dall'art. 1399 del codice civile italiano.